# Kirishi

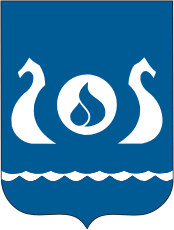

Kirishi (em russo Кириши) é uma das cidades dos óblast de Leningrado, na Rússia, fica 115 quilômetros ao sudoeste de São Petersburgo e é banhada pelo Rio Volkhov.  Tem uma população de 55 634 habitantes (2002).